# 6535 Архипенко
6535 Архипенко (3535 P-L, 1981 AB4, 1990 QW2, 6535 Archipenko) — астероїд головного поясу, відкритий 17 жовтня 1960 року.
Тіссеранів параметр щодо Юпітера — 3,461.